# 조이 리스터
조이 리스터(Zoë Lister, 1982년 3월 10일 ~ )는 잉글랜드의 배우이다.

## 출연 작품
- 하우 잇 엔즈 (2020)
- 크래프트: 레거시 (2020)
- 밴드 에이드 (2017)
- 컨퍼메이션 (2016)
- 라이프 인 피시스 (2015)
- 컨슘드 (2015)
- 프렌즈 위드 베터 라이브즈 (2014)
- 휘트니 시즌2 (2012)
- 로라 버서스 (2012)
- 휘트니 (2011)
- 스턱 비트윈 스테이션스 (2011)
- 쉐도우즈 앤 라이즈 (2010)
- 올 굿 에브리씽 (2010)
- 디 아더 가이스 (2010)
- 솔트 (2010)
- 브레이킹 업워즈 (2009)
- 스테이트 오브 플레이 (2009)
- 명백한 죄악 (2008)
- 라스트 15 (2007)
- 데이 제로 (2007)
- 중매보다 연애 (2007)
- 턴 더 리버 (2007)